# Gigantomorpha immanis
Gigantomorpha immanis är en mångfotingart som beskrevs av Jeekel 1963. Gigantomorpha immanis ingår i släktet Gigantomorpha och familjen orangeridubbelfotingar. Inga underarter finns listade i Catalogue of Life.